# Mistrovství Evropy v boxu 1934
IV. mistrovství Evropy v boxu proběhlo v Budapešti, Maďarsko ve dnech 11. až 15. dubna 1934. Organizátorem turnaje mistrovství Evropy byla Fédération Internationale de Boxe Amateur (FIdeBA).

## Československá stopa
Vedoucí výpravy: Evžen Laube, náčelník (manažer) reprezentace: Luba Janatka.
Na mistrovství Evropy startovalo za Československo 5 boxerů:
- −57,2 kg: Václav Ulrich (*) z KA Žižka Praha
- −61,2 kg: Otta Adamec (*) z KA Žižka Praha
- −66,7 kg: František Stöckl (*) z SK Olympia Brno
- −79,4 kg: František Havelka (*) z SK Baťa Zlín
- +79,4 kg: Josef Kopeček (*) z SK Olympia Brno

## Výsledky
| Muži     | Zlato                 | Stříbro                  | Bronz                      | 4. místo                |
| -------- | --------------------- | ------------------------ | -------------------------- | ----------------------- |
| –50,8 kg | Patrick Palmer (ENG)  | Frigyes Kubinyi (HUN)    | Szapsel Rotholc (POL)      | Ion Sandu (ROU)         |
| –53,5 kg | István Énekes (HUN)   | Stig Cederberg (SWE)     | Tadeusz Rogalski (POL)     | Ulderico Sergo (ITA)    |
| –57,2 kg | Otto Kästner (GER)    | Dezső Frigyes (HUN)      | Mieczysław Forlański (POL) | Václav Ulrich (TCH)     |
| –61,2 kg | Mario Facchin (ITA)   | Imre Harangi (HUN)       | Karl Schmedes (GER)        | Constantin David (ROU)  |
| –66,7 kg | David McCleave (ENG)  | István Varga (HUN)       | Ole Røisland (NOR)         | Fröhlich (AUT)          |
| –72,6 kg | Lajos Szigeti (HUN)   | Witold Majchrzycki (POL) | Alfredo Neri (ITA)         | Führer (AUT)            |
| –79,4 kg | Hans Zehetmayer (AUT) | Roman Antczak (POL)      | Wilhelm Pürsch (GER)       | František Havelka (TCH) |
| +79,4 kg | Gunnar Bärlund (FIN)  | Herbert Runge (GER)      | Patrick Floyd (ENG)        | Josef Kopeček (TCH)     |

## Medailová bilance
V boxu se rozdělilo celkem 8 sad medailí.
| Pořadí | Stát                      |       | Muži    | Muži  | Muži | Celkem |
| Pořadí | Stát                      | Zlato | Stříbro | Bronz |      | Celkem |
| ------ | ------------------------- | ----- | ------- | ----- | ---- | ------ |
| 1.     | Maďarské království (HUN) |       | 2       | 4     | 0    | 6      |
| 2.     | Anglie (ENG)              |       | 2       | 0     | 1    | 3      |
| 3.     | Německá říše (GER)        |       | 1       | 1     | 2    | 4      |
| 4.     | Itálie (ITA)              |       | 1       | 0     | 1    | 2      |
| 5.     | Rakousko (AUT)            |       | 1       | 0     | 0    | 1      |
| 5.     | Finsko (FIN)              |       | 1       | 0     | 0    | 1      |
| 7.     | Polsko (POL)              |       | 0       | 2     | 3    | 5      |
| 8.     | Švédsko (SWE)             |       | 0       | 1     | 0    | 1      |
| 9.     | Norsko (NOR)              |       | 0       | 0     | 1    | 1      |
| Celkem | Celkem                    |       | 8       | 8     | 8    | 24     |